# Fatai Alashe
Abdul-Fatai Alashe (Southfield, 21 ottobre 1993) è un ex calciatore statunitense, di ruolo centrocampista.

## Caratteristiche tecniche
È una mediano.

## Statistiche

### Presenze e reti nei club
Statistiche aggiornate al 27 dicembre 2018.
| Stagione        | Squadra          | Campionato      | Campionato | Campionato | Coppe nazionali | Coppe nazionali | Coppe nazionali | Coppe continentali | Coppe continentali | Coppe continentali | Altre coppe | Altre coppe | Altre coppe | Totale | Totale | Totale |
| Stagione        | Squadra          | Comp            | Pres       | Reti       | Comp            | Pres            | Reti            | Comp               | Pres               | Reti               | Comp        | Pres        | Reti        | Pres   | Reti   |        |
| --------------- | ---------------- | --------------- | ---------- | ---------- | --------------- | --------------- | --------------- | ------------------ | ------------------ | ------------------ | ----------- | ----------- | ----------- | ------ | ------ | ------ |
| 2015            | S.J. Earthquakes | MLS             | 28         | 2          | USCup           | 1               | 0               |                    | -                  | -                  |             | -           | -           | 29     | 2      |        |
| 2016            | S.J. Earthquakes | MLS             | 28         | 3          | USCup           | 1               | 0               |                    | -                  | -                  |             | -           | -           | 29     | 3      |        |
| 2017            | S.J. Earthquakes | MLS             | 17         | 0          | USCup           | 1               | 0               |                    | -                  | -                  |             | -           | -           | 18     | 0      |        |
| 2017            | Reno 1868        | USL             | 2          | 0          | USCup           | 0               | 0               |                    | -                  | -                  |             | -           | -           | 2      | 0      |        |
| 2018            | S.J. Earthquakes | MLS             | 12         | 0          | USCup           | 1               | 0               |                    | -                  | -                  |             | -           | -           | 13     | 0      |        |
| 2018            | FC Cincinnati    | USL             | 9          | 1          | USCup           | 0               | 0               |                    | -                  | -                  |             | -           | -           | 9      | 1      |        |
| Totale carriera | Totale carriera  | Totale carriera | 96         | 6          |                 | 4               | 0               |                    | -                  | -                  |             | -           | -           | 100    | 6      |        |

## Palmarès

### Competizioni nazionali
- Campionato MLS: 1

Columbus Crew: 2020